# MIL-53
MIL-53 (MIL ⇒ Matériaux de l′Institut Lavoisier) ist eine sehr bekannte und gut untersuchte Struktur der Materialklasse der Metall-organischen Gerüstverbindungen (MOFs). Sie wurde von der Arbeitsgruppe von Gérard Férey am Institut Lavoisier der Universität Versailles-Saint-Quentin-en-Yvelines hergestellt.

## Typen und Nomenklatur
Je nach Zustand der Verbindung unterscheidet man:
- MIL-53 as (as = as synthesized, mit Einschlüssen von Terephthalsäure in den Poren),
- MIL-53 lt (lt = low temperature, die Tieftemperaturmodifikation) auch MIL-53 np (np = narrow-pore, kleinporig) und
- MIL-53 ht (ht = high temperature, die Hochtemperaturmodifikation)  auch MIL-53 lp (lp = large-pore, großporig).

Der Strukturtyp MIL-53 kann mit verschiedenen Metallen und Linkermolekülen erhalten werden. Das verwendete Metall (M) kann im Namen kenntlich gemacht werden, indem man es voranstellt: M-MIL-53, z. B. Al-MIL-53. Manchmal wird es auch nachgestellt in klammern angezeigt: MIL-53(M), z. B. MIL-53(Al). Weitere Funktionelle Gruppen (X) an der Terephthalsäure werden oft dem Namen mit einem Bindestrich nachgestellt, z. B. MIL-53-X, z. B. MIL-53-Cl.

## Synthese
Al-MIL-53 kann durch eine Hydrothermalsynthese ausgehend von Aluminiumnitrat und Terephthalsäure in Wasser im molaren Verhältnis 1:0,5:80 bei 180 °C erhalten werden. Die in den Poren eingeschlossene Terephthalsäure der as-Form kann durch Sublimation entfernt werden. Bei 500 K liegt ausschließlich die ht-Form vor.

## Eigenschaften
Die Netzwerkstruktur von MIL-53 wird auch als wine-rack (dt. Weinregal) Struktur beschrieben. Eindimensionale parallele Ketten aus [AlO4(OH)2]-Oktaedern werden durch die Terephthal-Linker zu einem dreidimensionalen Netzwerk verbunden. Die Carboxylat-Gruppen koordinieren die [Al(O4)(OH)2]-Oktaeder verbrückend, wobei diese zusätzlich durch die OH-Gruppen Eckenverknüpft sind. Dazwischen befinden sich bis zu 8,5 Å große Poren. Beim Erhitzen geht MIL-53 eine reversible Strukturänderung von einer offenporigen in eine geschlossenporige Struktur ein. Diese zeigt ein Hysterese-Verhalten, der Übergang erfolgt beim Erwärmen schon bei 125–150 K, beim Abkühlen erst bei 325–375 K. Die Hochtemperaturmodifikation sowie MIL-53as kristallisieren im orthorhombischen Kristallsystem, während die Tieftemperaturmodifikation im monoklinen Kristallsystem vorliegt.
MIL-53 ist chemisch sehr viel beständiger als die meisten anderen MOFs. Die Verbindung wird weder durch Luft oder Wasser zerstört und ist thermisch bis 500 °C stabil.
MIL-53 kann verschiedene Gase wie Kohlenstoffdioxid, Wasser, Wasserstoff oder Methan adsorbieren. Auf Grund der Flexibilität des Netzwerkes kann sich dieses bei der Aufnahme von Gasmolekülen wie z. B. Kohlenstoffdioxid oder Wasser reversible Phasenübergänge zu durchlaufen, man spricht dabei auch oft von „Atmen“. Wenn beispielsweise Wassermoleküle an die Porenkanäle der aktivierten Struktur, auch als Hochtemperatur (ht) oder  großporige (lp) Form bezeichnet, adsorbiert werden, bilden sie starke Wasserstoffbrückenbindungen mit verbrückenden OH-Gruppen der anorganischen Baueinheit (IBU). Diese Wechselwirkungen zwingen das Gerüst, sich in seine engporige (np)/Niedertemperatur (lt)-Form zusammenzuziehen. Dieser Prozess ist bei Wasserdesorption reversibel. Dieses Atmungsverhalten wurde auch unter mechanischem Druck beobachtet.

## Bekannte Strukturanaloga
Die MIL-53-Struktur wurde mit verschiedenen Metallen synthetisiert, wobei überwiegend dreiwertige Metalle und seltener zwei- oder vierwertige Metalle verwendet wurden.
| Bezeichnung | Metallzentrum und Oxidationszustand | Jahr der Erstpublikation | Alternativer Name | Zitation      |
| ----------- | ----------------------------------- | ------------------------ | ----------------- | ------------- |
| MIL-53(V)   | V3+                                 | 2002                     | MIL-47            | [ 9 ] [ 10 ]  |
| MIL-53(V)   | V4+                                 | 2002                     | MIL-47            | [ 9 ] [ 10 ]  |
| MIL-53(Cr)  | Cr3+                                | 2002                     |                   | [ 6 ] [ 11 ]  |
| MIL-53(Al)  | Al3+                                | 2004                     |                   | [ 1 ]         |
| MIL-53(Fe)  | Fe3+                                | 2005                     |                   | [ 12 ]        |
| MIL-53(Fe)  | Fe2+                                | 2005                     |                   | [ 12 ]        |
| MIL-53(In)  | In3+                                | 2005                     |                   | [ 13 ]        |
| MIL-53(Co)  | Co2+                                | 2005                     | MOF-71            | [ 14 ] [ 15 ] |
| MIL-53(Ga)  | Ga3+                                | 2008                     |                   | [ 16 ]        |
| MIL-53(Mn)  | Mn2+                                | 2010                     |                   | [ 17 ]        |
| MIL-53(Sc)  | Sc3+                                | 2011                     |                   | [ 18 ]        |
| MIL-53(Ni)  | Ni2+                                | 2013                     |                   | [ 15 ]        |

Es können nicht nur verschiedene Metalle, sondern auch verschiedene Derivate der Terephthalsäure als Linkermoleküle verwendet werden um MIL-53-Strukturen herzustellen. Diese Linkermoleküle besitzen zusätzlich zu den zwei Carboxylatgruppen meistens eine oder mehrere zusätzliche funktionelle Gruppen am Benzolring, welche nicht für den Aufbau der Gerüststruktur verwendet werden.
| Funktioneller Linker                           | Metallzentrum (M) | Metallzentrum (M) | Metallzentrum (M) | Metallzentrum (M) | Metallzentrum (M) | Metallzentrum (M) |
| Funktioneller Linker                           | V                 | Cr                | Al                | Fe                | In                | Ga                |
| ---------------------------------------------- | ----------------- | ----------------- | ----------------- | ----------------- | ----------------- | ----------------- |
| 2-Aminobenzol-1,4-dicarboxylat                 | [ 19 ]            | -                 | [ 20 ] [ 21 ]     | [ 22 ]            | [ 23 ]            | [ 23 ]            |
| 2-Fluorbenzol-1,4-dicarboxylat                 | [ 24 ]            | -                 | [ 25 ]            | -                 | -                 | -                 |
| 2-Chlorbenzol-1,4-dicarboxylat                 | [ 26 ]            | [ 27 ]            | [ 28 ]            | [ 29 ]            | -                 | -                 |
| 2-Brombenzol-1,4-dicarboxylat                  | [ 30 ]            | -                 | [ 31 ]            | [ 32 ]            | [ 33 ]            | -                 |
| 2-Iodbenzol-1,4-dicarboxylat                   | -                 | -                 | [ 34 ]            | -                 | -                 | -                 |
| 2-Nitrobenzol-1,4-dicarboxylat                 | -                 | -                 | [ 31 ]            | -                 | [ 33 ]            | -                 |
| Benzol-1,2,4-tricarboxylat                     | -                 | -                 | [ 35 ]            | -                 | -                 | -                 |
| 2-Methylbenzol-1,4-dicarboxylat                | [ 26 ]            | [ 27 ]            | [ 28 ]            | [ 29 ]            | -                 | -                 |
| 2-Trifluormethylbenzol-1,4-dicarboxylat        | [ 36 ]            | -                 | -                 | -                 | -                 | -                 |
| 2-Hydroxybenzol-1,4-dicarboxylat               | [ 26 ]            | -                 | [ 37 ]            | -                 | -                 | -                 |
| 2-Methoxybenzol-1,4-dicarboxylat               | [ 36 ]            | -                 | -                 | -                 | -                 | -                 |
| 2-Sulfonsäurebenzol-1,4-dicarboxylat           | -                 | -                 | [ 38 ]            | -                 | -                 | -                 |
| 2-Isocyanatbenzol-1,4-dicarboxylat             | -                 | -                 | [ 39 ]            | -                 | -                 | -                 |
| 2-Isothiocyanatbenzol-1,4-dicarboxylat         | -                 | -                 | [ 39 ]            | -                 | -                 | -                 |
| 2,5-Dimethylbenzol-1,4-dicarboxylat            | [ 40 ]            | -                 | -                 | -                 | -                 | -                 |
| 2,5-Dihydroxybenzol-1,4-dicarboxylat           | [ 41 ]            | -                 | [ 31 ]            | [ 29 ]            | [ 33 ]            | -                 |
| 2,5-Dithiolbenzol-1,4-dicarboxylat             | -                 | -                 | [ 42 ]            | -                 | -                 | -                 |
| 2,5-Difluorbenzol-1,4-dicarboxylat             | [ 43 ]            | -                 | [ 44 ]            | -                 | -                 | -                 |
| 2,5-Bis(trifluormethyl)benzol-1,4-dicarboxylat | [ 45 ]            | -                 | -                 | [ 29 ]            | -                 | -                 |
| 2-Amino-5-nitrobenzol-1,4-dicarboxylat         | -                 | -                 | [ 46 ]            | -                 | [ 46 ]            | [ 46 ]            |
| Benzol-1,2,4,5-tetracarboxylat                 | -                 | -                 | MIL-121           | MIL-82            | -                 | -                 |
| 2,3,5,6-tetramethylbenzol-1,4-dicarboxylat     | -                 | MIL-105           | -                 | -                 | -                 | -                 |
| 2,3,5,6-Tetrachlorbenzol-1,4-dicarboxylat      | [ 40 ]            | -                 | -                 | -                 | -                 | -                 |
| 2,3,5,6-Tetrabrombenzol-1,4-dicarboxylat       | [ 40 ]            | -                 | -                 | -                 | -                 | -                 |
| Naphthalen-1,4-dicarboxylat                    | [ 50 ]            | -                 | [ 51 ]            | -                 | -                 | -                 |